# Markuelia
Markuelia denota um género fóssil, contituido por vermes, e cuja relação com modernos filos é disputada. Existiram no Câmbrico Médio que abrage duas espécies conhecidas, Markuelia hunanensis e Markuelia secunda, presumivelmente os parentes mais próximos dos três taxa modernos de animais bilatérios: Loricifera, Kinorhyncha e Priapulida.
Podem ser encontrados na província de Hunan (sul da China) e na Sibéria oriental. Estes fósseis apresentam diversos estágios de desenvolvimento embrionário, providenciando assim um mieo de estudo deste tipo de desenvolvimento em animais do Câmbrio. Providenciam também um caminho para se descortinar a filogenia de todo o taxon que é hoje conhecido como Scalidophora.